# Heteronybelinia palliata
Heteronybelinia palliata is een lintworm (Platyhelminthes; Cestoda). De worm is tweeslachtig. De soort leeft als parasiet in andere dieren.
Het geslacht Heteronybelinia, waarin de lintworm wordt geplaatst, wordt tot de familie Tentaculariidae gerekend. De wetenschappelijke naam van de soort werd voor het eerst geldig gepubliceerd in 1924 door Linton.